# Rejon Kəngərli
Kəngərli rayonu, rejon kengerliński – rejon (azer. rayon) w Azerbejdżanie, w Nachiczewańskiej Republice Autonomicznej, o powierzchni 700 km², z siedzibą w jednostce osadniczej w randze osiedla (azer. qəsəbə) – Qıvraq. Według stanu na 1 stycznia 2024 rejon zamieszkiwało 33,5 tys. osób (mężczyźni – 16,6 tys., kobiety – 16,9 tys.). Ludność miejska liczyła 6,4 tys. (mężczyźni – 3,2 tys., kobiety – 3,2 tys.), ludność wiejska 27,1 tys. (mężczyźni – 13,4 tys., kobiety – 13,7 tys.).
Rejon od północnego wschodu graniczy z Armenią, od wschodu z rejonem Babək i miastem wydzielonym Nachiczewan, od południa i południowego zachodu z Iranem, od zachodu i północnego zachodu z rejonem Şərur. Większość rejonu zajmuje pasmo górskie Dərələyəz. Klimat jest kontynentalny, z bardzo chłodną zimą oraz upalnym i suchych latem. Wśród fauny obecne są między innymi kozica północna, dzik euroazjatycki, wilk, lis. Roślinność reprezentowana jest głównie przez gatunki górskie i półpustynne.
W rejonie znajdują się jedno osiedle (azer. qəsəbə) – Qıvraq, jednostka osadnicza o charakterze miejskim, gmina i okręg terytorialny, oraz dziesięć wsi (azer. kənd), które tworzą dziewięć wiejskich okręgów terytorialnych (azer. kənd ərazi dairəsi; zależne od władzy centralnej) i dziewięć gmin (azer. bələdiyyə; zależne od władzy samorządowej). Gminy wiejskie i wiejskie okręgi terytorialne w rejonie Kəngərli: Böyükdüz, Çalxanqala, Xıncab (ze wsiami Xıncab i Təzəkənd), Xok, Qabıllı, Qarabağlar, Şahtaxtı, Yeni Kərki i Yurdçu. Ludność trudni się przeważnie uprawą zbóż, winorośli, warzyw, tytoniu i hodowlą zwierząt.
Rejon został wydzielony 19 marca 2004 z rejonów Babək i Şərur. Z rejonu Babək odłączono wiejskie okręgi terytorialne Böyükdüz, Çalxanqala i Xıncab, a z rejonu Şərur okręg terytorialny Qıvraq (wraz ze wsią Qabıllı, która później – 29 marca 2005 roku, została wydzielona do osobnego okręgu terytorialnego) i wiejskie okręgi terytorialne Xok, Qarabağlar, Şahtaxtı, Yeni Kərki i Yurdçu.